# Мур, Томас
То́мас Мур (англ. Thomas Moore, 28 мая 1779 — 25 февраля 1852) — поэт-романтик, песенник и автор баллад. Один из основных представителей ирландского романтизма.
Наиболее известными его произведениями являются «Последняя роза лета» и сборник «Ирландские мелодии». В 1812 году познакомился с Байроном, стал его близким другом и одним из первых биографов.
В России известен прежде всего благодаря стихотворению «Вечерний звон» (Those evening bells, из сборника National Airs, опубликованного в 1818 году), переведённому Иваном Козловым и ставшему известной песней.

## Биография
Родился в семье ирландского мелкого торговца, католика. В 19 лет окончил Дублинский университет. С 14 лет сотрудничал в разных дублинских журналах.
В 1800 году Мур издал свои «Оды Анакреона», а через год выпустил сборник Poems by the late Thomas Little («Поэмы покойного Томаса Маленького»). Мур приобрёл широкую известность и получил приглашение на должность придворного поэта, но по настоянию друзей — либеральных буржуа — отказался.
Затем он уехал регистратором адмиралтейства на Бермудские острова. На обратном пути посетил Америку — Мекку тогдашних либералов.
В 1806 году издал сборник стихов, в которых отозвался крайне неодобрительно об Американской республике и её учреждениях. Из Соединённых Штатов Мур вернулся реакционером.
В 1807 году вышел из печати первый сборник «Ирландских мелодий». «Мелодии» для романтиков явились вторым «Оссианом». За ними последовали «Национальные мотивы» и «Священные песни», пользовавшиеся меньшим успехом.
В 1815 году Мур начал самое крупное своё произведение «Лалла Рук» — ориентальную повесть с четырьмя вставными поэмами. «Местный колорит» здесь чрезвычайно условен, но очень ярок. По богатству экзотики и архиромантической трактовке сюжета она стоит в одном ряду с «Ватеком» Бекфорда и восточными поэмами Байрона, у которого Мур заимствовал композиционные приёмы. «Лалла Рук» переведена на персидский язык и пользуется в Персии популярностью как «великая национальная эпопея».
В 1822 году Байрон передал ему свои мемуары с указанием опубликовать после его смерти. Однако спустя месяц после его кончины Мур, Дж. Хобхаус и издатель Байрона Дж. Мюррей совместно сожгли записки из-за их беспощадной честности и, вероятно, по настоянию семьи Байрона. Поступок вызвал шквал критики, хотя, к примеру, Пушкин одобрял его.
Из прозаических произведений Мура наиболее известна его биография Байрона (1835).
Ирландия, её судьба, преобладает в тематике Мура. Даже в образах его восточного романа «Лалла Рук» нетрудно узнать ирландских борцов за свободу, а в мотивах его вставных поэм — ирландские мотивы. Общий характер всего творчества Мура в целом сказался и на его художественных средствах. В его поэзии нет напряжённого действия, нет драматизма и пафоса борьбы, нет глубоких противоречий борющихся сил. Все контрасты у Мура сглаживаются и примиряются, зло стушёвывается. Изящное эстетски выдвигается на первый план. Изображение страсти ослабляется бесконечными уподоблениями; нагромождение пышных метафор и эпитетов делает его поэзию искусственной; правда, в лучших своих песнях М. освобождается от этих недостатков.

## Произведения
- Odes of Anacreon (1800)
- Poetical Works of the Late Thomas Little, Esq. (1801)
- The Gypsy Prince (a comic opera, collaboration with Michael Kelly, 1801)
- Epistles, Odes and Other Poems (1806)
- A Selection of Irish Melodies, 1 and 2 (April 1808)
- Corruption and Intolerance, Two Poems (1808)
- The Sceptic: A Philosophical Satire (1809)
- A Selection of Irish Melodies, 3 (spring 1810)
- A Letter to the Roman Catholics of Dublin (1810)
- A Melologue upon National Music (1811)
- M.P., or The Blue Stocking, (a comic opera, collaboration with Charles Edward Horn, 1811)
- A Selection of Irish Melodies, 4 (November 1811)
- Parody of a Celebrated Letter (Privately printed and circulated, February 1812, Examiner, 8 March 1812)
- To a Plumassier (Morning Chronicle, 16 March 1812)
- Extracts from the Diary of a Fashionable Politician (Morning Chronicle, 30 March 1812)
- The Insurrection of the Papers (Morning Chronicle, 23 April 1812)
- Lines on the Death of Mr. P[e]rc[e]v[a]l (May 1812)
- The Sale of the Tools (Morning Chronicle, 21 December 1812)
- Correspondence Between a Lady and a Gentleman (Morning Chronicle, 6 January 1813)
- Intercepted Letters, or the Two-Penny Post-Bag (March 1813)
- Reinforcements for Lord Wellington (Morning Chronicle, 27 August 1813)
- A Selection of Irish Melodies, 5 (December 1813)
- A Collection of the Vocal Music of Thomas Moore (1814)
- A Selection of Irish Melodies, 6 (1815, April or after)
- Sacred Songs, 1 (June 1816)
- Lines on the Death of Sheridan (Morning Chronicle, 5 August 1816)
- Lalla Rookh, an Oriental Romance (May 1817)
- The Fudge Family in Paris (20 April 1818)
- National Airs, 1 (23 April 1818)
- To the Ship in which Lord C[A]ST[LE]R[EA]GH Sailed for the Continent (Morning Chronicle, 22 September 1818)
- Lines on the Death of Joseph Atkinson, Esq. of Dublin (25 September 1818)
- Go, Brothers in Wisdom (Morning Chronicle, 18 August 1818)
- A Selection of Irish Melodies, 7 (1 October 1818)
- To Sir Hudson Lowe (Examiner, 4 October 1818)
- The Works of Thomas Moore (6 vols.) (1819)
- Tom Crib's Memorial to Congress (March 1819)
- National Airs, 2 (1820)
- Irish Melodies, with a Melologue upon National Music (1820)
- A Selection of Irish Melodies, 8 (примерно 10 мая 1821)
- Irish Melodies (with an Appendix, containing the original advertisements and the prefatory letter on music, 1821)
- National Airs, 3 (June 1822)
- National Airs, 4 (1822)
- The Loves of the Angels, a Poem (23 December 1822)
- The Loves of the Angels, an Eastern Romance (5th ed. of Loves of the Angels) (1823)
- Fables for the Holy Alliance, Rhymes on the Road, &c. &c. (7 May 1823)
- Sacred Songs, 2 (1824)
- A Selection of Irish Melodies, 9 (1 November 1824)
- Memoirs of Captain Rock (9 April 1824)
- Memoirs of the Life of Richard Brinsley Sheridan (2 vols.) (примерно 6 октября 1825)
- National Airs, 5 (1826)
- Evenings in Greece, 1 (1826)
- A Dream of Turtle (The Times, 28 September 1826)
- A Set of Glees (circa 9 June 1827)
- The Epicurean, a Tale (29 June 1827)
- National Airs, 6 (1827)
- Odes upon Cash, Corn, Catholics, and other Matters (October 1828)
- Letters & Journals of Lord Byron, with Notices of his Life (vol.1) (15 January 1830)
- Legendary Ballads (1830)
- Letters & Journals of Lord Byron, with Notices of his Life (vol.2) (примерно 29 декабря 1830)
- The Life and Death of Lord Edward FitzGerald (2 vols.) (между 15 и 22 июля 1831)
- The Summer Fête. A Poem with Songs (December 1831)
- Irish Antiquities (The Times, 5 March 1832)
- From the Hon. Henry ---, to Lady Emma --- (The Times, 9 April 1832)
- To Caroline, Viscountess Valletort (The Metropolitan Magazine, June 1832)
- Ali's Bride... (The Metropolitan Magazine, August 1832)
- Verses to the Poet Crabbe's Inkstand (The Metropolitan Magazine, August 1832)
- Tory Pledges (The Times, 30 August 1832)
- Song to the Departing Spirit of Tithe (The Metropolitan Magazine, September 1832)
- The Duke is the Lad (The Times, 2 October 1832)
- St. Jerome on Earth, First Visit (The Times, 29 October 1832)
- St. Jerome on Earth, Second Visit (The Times, 12 November 1832)
- Evenings in Greece, 2 (December 1832)
- Travels of an Irish Gentleman in Search of a Religion (2 vols.) (April 1833)
- To the Rev. Charles Overton (The Times, 6 November 1833)
- Irish Melodies, 10 (with Supplement) (1834)
- Vocal Miscellany, 1 (1834)
- The Numbering of the Clergy (Examiner, 5 October 1834)
- Vocal Miscellany, 2 (1835)
- The poetical works of Thomas Moore, complete in two volumes, Paris, Baudry's European library (rue du Coq, near the Louvre), 1835
- The Works of Lord Byron: With His Letters and Journals, and His Life. John Murray, 1835
- The Fudge Family in England (1835)
- The History of Ireland (vol.1) (примерно 23 апреля 1835)
- The History of Ireland (vol.2) (6 May 1837)
- The Song of the Box (Morning Chronicle, 19 February 1838)
- Sketch of the First Act of a New Romantic Drama (Morning Chronicle, 22 March 1838)
- Thoughts on Patrons, Puffs, and Other Matters (Bentley's Miscellany, 1839)
- Alciphron, a Poem (1839)
- The History of Ireland (vol.3) (1840)
- The Poetical Works of Thomas Moore, collected by himself (10 vols.) (1840–1841)
- Thoughts on Mischief (Morning Chronicle, 2 May 1840)
- Religion and Trade (Morning Chronicle, 1 June 1840)
- An Account of an Extraordinary Dream (Morning Chronicle, 15 June 1840)
- The Retreat of the Scorpion (Morning Chronicle, 16 July 1840)
- Musings, suggested by the Late Promotion of Mrs. Nethercoat (Morning Chronicle, 27 August 1840)
- The Triumphs of Farce (1840)
- Latest Accounts from Olympus (1840)
- A Threnody on the Approaching Demise of Old Mother Corn-Law (Morning Chronicle, 23 February 1842)
- Sayings and Doings of Ancient Nicholas (Morning Chronicle, 7 April 1842)
- More Sayings and Doings of Ancient Nicholas (Morning Chronicle, 12 May 1842)
- The History of Ireland (vol.4) (June 1846)
- Prose and verse, humorous, satirical and sentimental, by Thomas Moore, with suppressed passages from the memoirs of Lord Byron, chiefly from the author's manuscript and all hitherto inedited and uncollected. With notes and introduction by Richard Herne Shepherd (London: Chatto & Windus, Piccadilly, 1878).

### На русском языке
- Мур Т. Эпикуреецъ. Роман. Часть I, II / пер. А. Савицкого. — СПб., 1833.
- Мур Т. Жизнь лорда Байрона / Ред. Н. Тиблена и Г. Думшина. — СПб.: Изд. Вольфа, 1865;
- Поэзия английского романтизма. — М.: «Художественная литература», 1975. (БВЛ)
- Мур Т. Избранное. — М.: «Художественная литература», 1981.
- Мур Т. Избранное. — М.: «Радуга», 1986. (На англ. яз. с параллельным русским текстом).

### Критика
- Утро славы Мура в России (по М. П. Алексееву)
- М. П. Алексеев о русской тематике текстов Мура
- М. П. Алексеев: А. И. Тургенев и Т. Мур
- Русские поэты и Т. Мур (М. П. Алексеев)